# Mücahit Ibrahimoglu
Mücahit Ibrahimoglu (* 9. März 2005) ist ein österreichischer Fußballspieler türkischer Abstammung.

## Karriere

### Verein
Ibrahimoglu begann seine Karriere beim First Vienna FC. Im September 2012 wechselte er in die Jugend des SK Rapid Wien. Bei Rapid durchlief er ab der Saison 2019/20 sämtliche Altersstufen in der Akademie. Im November 2021 debütierte er bei seinem Kaderdebüt für die zweite Mannschaft der Wiener in der 2. Liga, als er am 14. Spieltag der Saison 2021/22 gegen die Young Violets Austria Wien in der 86. Minute für Kōya Kitagawa eingewechselt wurde. Mit Rapid II stieg er 2023 aus der 2. Liga, 2024 stieg das Team direkt wieder auf. Nach 40 Einsätzen für Rapid II verließ er den Verein nach der Saison 2024/25.
Anschließend wechselte er zur Saison 2025/26 in die Türkei zum Erstligisten Konyaspor, bei dem er einen bis 2028 laufenden Vertrag erhielt. In Konya traf er auf seinen Bruder Melih, der seit Juli 2024 bei den Türken engagiert war.

### Nationalmannschaft
Ibrahimoglu spielte im Oktober 2019 erstmals für eine österreichische Jugendnationalauswahl. Im September 2021 debütierte er gegen Dänemark im U-17-Team. Im September 2022 gab er gegen Schweden sein Debüt für die U-18-Mannschaft.
Zwischen September 2023 und März 2024 kam er achtmal im U-19-Team zum Zug.

## Persönliches
Sein Bruder Melih (* 2000) ist ebenfalls Fußballspieler, spielt aber im Gegensatz zu Mücahit für die Türkei.